# Kocsóc
Kocsóc (szlovákul Kočovce) község Szlovákiában, a Trencséni kerületben, a Vágújhelyi járásban. Alsó-(Nemes-), Felső- (Urasági-) Kocsóc, Beckókisfalu és Vágrákó egyesítésével jött létre.

## Fekvése
Vágújhelytől 4 km-re keletre, a Vág bal oldalán fekszik.

## Élővilága
A faluban két gólyafészek volt, ezek közül ma a kastély melletti óvoda mellett fészkelnek a gólyák.

## Története
A község területén a bronzkorban a lausitzi kultúra települése állt. Ezt bizonyítják az itt előkerült bronztárgyak.
A mai települést „Huchk” alakban 1321-ben Károly Róbert adománylevelében említik először, amikor a király Kocsóci Jánosnak adja. Kezdetben Beckó várának uradalmához tartozott. 1396-ban „Hochk”, 1405-ben „Kyshask”, 1499-ben „Hoczov”, 1501-ben „Hoczko”, 1502-ben „Hoczovcz”, 1522-ben „Koczowcz”, 1598-ban „Koczocz” néven szerepel a korabeli forrásokban. 1730-ban Prileszky(?) György alispán barokk kastélyt építtetett ide, melyet később a nagyrákói és kelemenfalvi Rakovszky család örökölt (Marczibányi/Vagyon családokon keresztül).
Nagykocsóc 1598-ban 24 portával szerepel a dézsmajegyzékben. 1720-ban 5 adózója volt. 1784-ben 27 háza, 40 családja és 191 lakosa létezett.
Kiskocsóc a Kocsovszky, Bobrovniczky és Rakolubszky családok birtoka. 1598-ban 9 portája adózott. 1784-ben 19 házában 36 családban 156 lakosa élt.
A 18. század végén Vályi András így ír róla: „Alsó, és Felső Kocsócz, Kocsovce. Két tót falu Trentsén Várm. földes Urai G. Illésházy, és több Uraságok, lakosai katolikusok; fekszik eggyik Vág vize mellett a’ másik pedig Beczkóhoz fél mértföldnyire, határbéli földgyeik termékenyek, réttyeik, tágas mezejek, és fájok van, piatzozások is közel.”
Kiskocsócnak  1828-ban 17 háza volt 166 lakossal. Nagykócsócnak 1828-ban 26 háza és 292 lakosa volt.
Fényes Elek 1851-ben kiadott geográfiai szótárában így ír a faluról: „Alsó-Kocskocz, Trencsén m. tót falu, 533 kath., 4 zsidó lak. Felső-Kocskocz, Trencsén m. tót f., a Vágh mellett: 519 kath. 8 zsidó lak. Kat. paroch. templom. Urai mind a kettőnek többen. Ut. post. Trencsén.”
A kastélyt 1880-ban romantikus stílusban építették át és három épületszárnyra bővítették. 1884-ben szép parkot létesítettek körülötte. Kocsóc a trianoni békéig Trencsén vármegye Trencséni járásához tartozott.
1960-ban hozzácsatolták Vágrákót és Beckókisfalut.

## Családfák
A Kocsovszky család a nemességét és vagyonát Károly Róberttől kapta kapta még 1321-ben Nemeskocsócon és Nagykocsócon. Még a 14. században a közeli Vágrákón is részesedést szerzett a család. Itt érdekelt volt 1345-től a kisnemes Rakulubszky család is. 1564 körül Kocsócba érkezett Dubniczky János, valószínűleg Szedlicsnából, ahol az első vagyonát zálogjog címen és vétellel szerezte az ottani Kocsovszky kisnemes családtól. A kocsóci vagyonrészen kívül Dubnicky János zálogjog címen és vétellel birtokolt a Kocsovszky és Rakulubszky kisnemes családoktól Vágrákón is. Ezeket az akvizíciókat folytatta a Dubnicky család mindkét faluban a 17. és 18. század első negyedében.
A leghíresebb Dubniczky család képviselője András volt, aki a 17. század végén gyarapította a családi vagyont és többféle közigazgatási hivatalt vállalt. Trencsén megye szolgabírója volt, országgyűlési képviselő és a 18. század első felében a Beckói vár provisor-ja volt. Ő volt a család utolsó férfi sarja. 1727-ben halt meg. Magdolna leánya férjhez ment Prileszky Györgyhöz és így a Dubniczky vagyon a Prileszky családhoz került. A Prileszky család Prileszből (Hőlak része) származott. A család egyik ága a 18. század felétől Nemesváralján székelt. Prileszky György szintén a megyei közigazgatásban vett részt. Eleinte pénztáros, később szolgabíró és alispán volt.
A Prileszky család használta a Dubnicky vagyont Kocsócon és Vágrákón az 1780-as évekig, amikor Marczibányi Lőrinc és fia, Antal vették meg a birtokait. Antal utolsó férfi sarja volt a Marczibányi családnak, amelyik Puhóból és Nemőcből származott. M. Antal nővére, Mária hanzlikfalvi Vagyon László felesége lett. Lányukat, Juditot nagyrákói és kelemenfalvi Rakovszky Károly vette feleségül. (Vagyon Judit volt az első nő, aki sakkrejtvényt publikált.)

## Népessége
| Év:            | 1994. | 2004.   | 2014.   | 2024.    |
| -------------- | ----- | ------- | ------- | -------- |
| Emberek száma: | 1359  | 1399    | 1501    | 1845     |
| Eltérés:       |       | +2,94 % | +7,29 % | +22,91 % |

| Év:            | 2023. | 2024.   |
| -------------- | ----- | ------- |
| Emberek száma: | 1795  | 1845    |
| Eltérés:       |       | +2,78 % |

1910-ben 496, többségben szlovák lakosa volt, jelentős magyar kisebbséggel.
2001-ben 1388 lakosából 1371 szlovák volt.
2011-ben 1467 lakosából 1412 szlovák volt.

## Neves személyek
- Itt született 1847-ben Rakovszky István Antal Károly magyar politikus, országgyűlési képviselő és belső titkos tanácsos, az Állami Számvevőszék, valamint a párbajellenes szövetség elnöke.
- Itt született 1870-ben Velich István kertész, gyümölcstermesztő.
- Itt született 1935-ben Ján Buzássy szlovák költő és műfordító.

## Nevezetességei
- Kastélya 1730-ban épült. 1880-ban tulajdonosa, nagyrákói és kelemenfalvi Rakovszky Géza országgyűlési képviselő Steindl Imre, az Országház építőjének tervei szerint romantikus stílusban átépíttette. 1951-ben Rakovszky Antalt kitelepítették a kastélyból, gyűjteményeit pedig széthordták.[6] 1967 és 1972 között felújították. Ma a pozsonyi Műszaki Egyetem Építőmérnöki Karához tartozik. A képzés mellett konferenciákat, szemináriumokat tartanak benne.
- A Szentháromság-oszlop 18. századi népi alkotás.
- A beckókisfalui kúria a 19. század első felében épült.
- Vágrákó kastélya 1650 és 1655 között épült késő reneszánsz stílusban, 1728-ban átépítették.

## Lásd még
- Beckókisfalu
- Vágrákó